# Barackenkirche (Neuhütten)
Die Barackenkirche in Neuhütten, Baden-Württemberg, war eine hölzerne Notkirche der 1950er Jahre.

## Geschichte
Die Barackenkirche in Neuhütten geht auf Überlegungen des katholischen Pfarrers Staudacher aus Affaltrach zum Bau einer Wallfahrtskapelle bei der Quelle in Weihenbronn im Jahr 1946 zurück. Statt in Weihenbronn erwarb Staudacher 1950 einen 20 Ar großen Bauplatz am nördlichen Ortsrand von Neuhütten nahe beim Steinknickle. 1951 erwarb er zwei ehemalige Baracken des Reichsarbeitsdienstes aus Neckarsulm, die er zu Notkirchen mit Platz für 120 bis 150 Gläubige umbaute: die eine für Neuhütten, die andere für Lehrensteinsfeld.
Die Neuhüttener Kirche wurde am 9. September 1951 geweiht zu Ehren der Seligen Jungfrau Maria, in den Himmel aufgenommen. Die Barackenwände waren innen mit Holzfasern verkleidet, der Chorraum von einem hölzernen Tonnengewölbe überspannt. Ein Teil der Baracke war als Wohnung für die Mesnerfamilie hergerichtet.
Im Jahr 1955 wurde die katholische Gemeinde in Neuhütten von Affaltrach nach Mainhardt umgepfarrt.
Im Mai 1964 erwarb die Gemeinde einen anderen Bauplatz beim Friedhof in Neuhütten, wo sie 1969/70 die Kirche St. Barbara erbaute, die die Barackenkirche ersetzte.